# Franz Xaver Zattler
Franz Xaver Zattler (* 25. Dezember 1833 in Wurmannsquick, Niederbayern; † 16. Dezember 1907) war ein deutscher Kirchenmaler.
Franz Xaver Zattlers Eltern waren Joseph Zattler (* 1798 in Neumarkt), Bäckermeister in Tißling und Anna Maria Gantenhammer * 1803 in Riebeseck bei Egglkofen.
Zattler war ein vielbeschäftigter Kirchenmaler, in dessen Werkstätte in Wurmannsquick zeitweilig bis zu 25 Gesellen und Lehrlinge tätig waren. Sein Wirkungsbereich erstreckte sich von Oberitalien bis Böhmen, und vom (heutigen) Österreich bis nach Württemberg und in die Schweiz; dokumentiert sind Werke in 81 Kirchen.
Zattler starb am 16. Dezember 1907 auf dem Heimweg von Altötting an einem Schlaganfall.
Zattler behandelte fast ausschließlich religiöse Themen; seine Ölbilder sind im Stil der Nazarener, sodass Zattler oft als der „niederbayrische Nazarener“ bezeichnet wird.

## Werke (Auswahl)
- In der Kirche St. Martin (Markt Wurmannsquick) malte Zattler 1871 das Altarblatt.[1]
- Ganz im neugotischen Stil schuf der Bildhauer Sebastian Höfele aus Pfarrkirchen den heutigen Hochaltar in der Pfarrkirche St. Ägidius, Gemeinde Malching. Aufgestellt wurde der Altar am 20. Juli 1900. Gefasst hat ihn Zattler 1903.[2]
- Um 1865 schuf Zattler die Altargemälde in der Nebenkirche St. Sebastian in Eggenfelden.[3]
- In der Kirche St. Veit in Berg malte Zattler die vier Evangelisten auf der Stehkanzel, einem Werk des 19. Jahrhunderts.[4]
- Ein Gemälde aus dem Jahr 1847 hat die Schlacht von Neumarkt im Jahr 1809 zum Thema, zu der es im napoleonischen Feldzug durch Bayern kam. Das Gemälde wurde viele Jahrzehnte am Georgitag vor dem Altartisch aufgestellt, als man der Gefallenen dieser Schlacht gedachte.[5]